# 史瑞克三世
《史瑞克三世》（英語：Shrek the Third）是一部動畫喜劇電影，是《史瑞克系列》的第三部作品。本片制片由夢工廠傑弗瑞·卡森伯格完成，派拉蒙影業發行，在美國於2007年5月18日上映（墨西哥6月8日，西班牙6月22日，巴西6月15日，法国6月13日，英国爱尔兰6月29日），台灣和香港則分別在2007年6月16日與6月28日上映。
在製作時的暫定片名為《史瑞克3》（Shrek 3）。和前兩集的電影一樣，《史瑞克三世》中改編了許多童話故事（特別是格林童話和迪士尼經典動畫）。

## 剧情
哈洛國王陷入重病，而他的怪物女婿史瑞克與女兒費歐娜公主安全成為了國王與王后的繼承人。但是史瑞克斷然拒絕，他認為一定有其他人比他更適合這個工作。在吞下最後一口氣之前，國王告訴史瑞克有另外一個繼承人可以成為「遠的要命王國」的（Far Far Away）國王－也就是他的姪子亞瑟，史瑞克帶著驢子和鞋貓劍客外出去尋找這位繼承人。當他們出航之時，費歐娜跑到甲板上向史瑞克宣布自己懷孕的消息。在驚喜與震撼之下，史瑞克在前往烏斯特郡學院的旅程中，因為即將出世的孩子而開始產生許多夢魘。最後他們在這個學院發現了亞瑟－他是這個學院的學生，也是個常被其他學生找碴的輸家。亞瑟在一開始對於他新的身份感覺頗佳，直到驢子和鞋貓劍客告訴他該負的責任而嚇到了他。亞瑟試著控制船隻，並且避免船隻撞上一座小島（在這小島上，他們遇到了亞瑟退休的巫師老師梅林）。
於此同時，白馬王子來到了毒蘋果酒吧說服所有童話故事中的反派人物（包括、白雪公主中的壞皇后、一位獨眼巨人、精靈小矮人（Rumpelstiltskin）、灰姑娘的醜繼姐Mable、無頭騎士與Stromboli)，加入一場為他們「永遠幸福生活」而戰的鬥爭中。這些壞蛋們覺得屬於他們的故事從未被人講述過，而現在就是完成此事的最好時機。白馬王子與其他壞蛋入侵了王國，囚禁了費歐娜公主、莉雅王后與費歐娜出名的公主朋友們（包括了灰姑娘、睡美人、長髮公主與白雪公主）。
當史瑞克回到遠的要命王國，發現白馬王子為了報復史瑞克偷走他的「永遠幸福快樂」，而把整個王國搞得殘破不堪。白馬王子的同黨很快速逮到了史瑞克與亞瑟。為了救亞瑟一命，史瑞克故意告訴白馬王子－亞瑟只不過是個拿來取代他成為國王的膽小鬼。白馬王子相信了史瑞克的話，讓生氣且失望的亞瑟平安離開。公主們與王后計畫逃出監獄並救出史瑞克，途中遇到了正打算回學院的亞瑟，驢子告訴亞瑟史瑞克為救他才撒謊的苦心，這才讓亞瑟回心轉意一同前往營救。白馬王子策劃了一場戲劇演出宣傳自己的「登基」，打算在舞台上處決史瑞克。但最後卻因為史瑞克嘲諷他蹩腳的歌喉和演技博得滿堂彩而讓白馬王子惱羞成怒。正當白馬王子準備殺害史瑞克之時，費歐娜和她的朋友們跳到舞台上並且正面迎戰那些惡棍。白馬王子威脅要殺死亞瑟，好讓自己能「永遠幸福快樂」。但史瑞克保護了亞瑟，而白馬王子則遭受到致命的一擊。史瑞克把皇冠讓給了亞瑟，他也在眾人的同意下接受了皇冠。到了最後，退休的史瑞克與費歐娜一起回到他們在沼澤的家，並帶著三個孩子真正的享受著成為父親的新生活，故事完美結束。

## 配音員
| 角色                                  | 配音              | 配音                          | 配音                          |
| 角色                                  | 美國              | 台灣                          | 香港                          |
| ------------------------------------- | ----------------- | ----------------------------- | ----------------------------- |
| 史瑞克（Shrek）                       | 麥克·邁爾斯       | 宋克軍                        | 杜汶澤                        |
| 驢子（Donkey）                        | 艾迪·墨菲         | 唐從聖                        | 張衛健                        |
| 費歐娜公主（Princess Fiona）          | 卡麥蓉·狄亞兹     | 張韶涵                        | 羅嘉玲                        |
| 鞋貓劍客（Puss in Boots）             | 安东尼奥·班德拉斯 | 陳旭昇                        | 古明華                        |
| 麗麗安王后（Queen Lillian）           | 茱莉·安德絲       | 陳美貞                        | 陸惠玲                        |
| 亞瑟/亞遜（Arthur "Artie" Pendragon） | 賈斯汀·提姆布萊克 | TANK                          | 陳冠希                        |
| 白馬王子（Prince Charming）           | 鲁伯特·埃弗里特   | 符爽（對白） 夏治世（唱歌）   | 高翰文                        |
| 梅林（Merlin）                        | 埃里克·艾德尔     | 孫中台                        | 羅偉亮                        |
| 哈洛國王（King Harold）               | 约翰·克里斯       | 孙中台                        | 李建良                        |
| 薑餅人（Gingerbread Man）             | 科瑞德·維隆       | 劉傑                          | 梁偉德                        |
| 精靈小矮人（Rumpelstiltskin）         | 科瑞德·維隆       |                               | 葉振聲                        |
| 無頭騎士（Headless Horseman）         | 科瑞德·維隆       |                               | 鄧肇基                        |
| 皮諾丘（Pinocchio）                   | 寇蒂·卡梅隆       | 于正昇                        | 古明華                        |
| 三隻小豬（The Three Pigs）            | 寇蒂·卡梅隆       | 劉傑                          | 陳旭恆                        |
| 怪物寶寶（Ogre Baby）                 | 寇蒂·卡梅隆       |                               |                               |
| 博霍特（Bohort）                      | 寇蒂·卡梅隆       |                               | 黎家希                        |
| 多莉（Doris the Ugly Stepsister）     | 拉里·金           | 李濤                          | 周志輝                        |
| 三隻瞎老鼠（The Three Blind Mice）    | 克里斯多福·奈特斯 |                               | 葉振聲                        |
| 白雪公主（Snow White）                | 艾米·波勒         | 許淑嬪（對白） 洪子涵（唱歌） | 吳鳳鳴（對白） 謝裕鈴（唱歌） |
| 長髮公主（Rapunzel）                  | 瑪婭·魯道夫       | 蔣篤慧（對白） 梁世韻（唱歌） | 周恩恩（對白） 沈鳳（唱歌）   |
| 灰姑娘（Cinderella）                  | 艾咪·瑟達里斯     | 丘梅君                        | 郭碧珍                        |
| 大野狼（Wolf）                        | 艾隆·華納爾       | 李香生                        | 周志輝                        |
| 睡美人（Sleeping Beauty）             | 切莉·歐特爾利     | 傅其慧                        | 莊巧兒                        |
| 女演員（Actress）                     | 切莉·歐特爾利     |                               | 莊巧兒                        |
| 虎克船長（Captain Hook）              | 伊恩·麥克夏恩     | 陳幼文                        | 古明華                        |
| 黑心皇后（Evil Queen）                | 蘇珊妮·布雷克西   | 汪世瑋                        | 鄭家蕙                        |
| 美寶（Mabel the Ugly Stepsister）     | 雷吉斯·菲爾賓     | 魏伯勤                        | 陳卓智                        |
| 獨眼怪（Cyclops）                     | 馬克·瓦雷         |                               | 李家輝                        |
| 傀儡師（Puppet Master）               | 克里斯·米勒       |                               | 李家傑                        |
| 船長（Ship Captain）                  | 塞斯·羅根         |                               | 李家輝                        |
| （Guard #1）                          | 湯姆·坎           |                               | 李家傑                        |
| 老太太（Old Lady）                    | 凱莉·瓦根         |                               |                               |
| 蘭斯洛特（Lancelot）                  | 約翰·卡拉辛斯基   | 陳宏瑋                        | 鄧肇基                        |

## 制片
隨著維亞康姆收購了夢工廠SKG，《史瑞克三世》也成為麥克·邁爾斯自1993年的影片反斗智多星2（Wayne's World 2）之後，第一部由派拉蒙電影公司所發行的影片。

## 電影原聲帶
曲目
01   Royal Pain – Eels
02   Do You Remember Rock ’N Roll Radio? –The Ramones
03   Immigrant Song –Led Zeppelin
04   Barracuda – Fergie
05   Live And Let Die – Wings
06   Best Days – Matt White
07   Joker And The Thief – Wolfmother
08   Other Ways – Trevor Hall
09   Cat’s In The Cradle – Harry Chapin
10   Losing Streak – Eels
11   What I Gotta Do –Macy Gray
12   Thank You (Falletin Me Be Mice Elf Again) – Eddie Murphy & Antonio Banderas
13   Final Showdown - Maya Rudolph & Rupert Everett
14   Charming’s Plan - Harry Gregson-Williams

## DVD、HD DVD与Blu-ray的发行
本片的DVD與HD DVD都會在2007年11月13日同步發行，DVD將會以全螢幕以及1.85:1縱橫比寬螢幕方式上市。兩種版本都有特別收藏正片、刪除片段、預告片、記事、MV，HD DVD則另有HDi功能，內容包括特別軼事、電影指南，以及對話的彩色故事書。
HD DVD特別收藏將會以1.85:1寬螢幕比例以及1080p像素呈現，提供Dolby Digital Plus5.1的音效選項，但隨後HD DVD的地位被藍光光碟所取代。

## 週邊商品
許多系列的玩具、遊戲、故事書、服裝和其他產品都有在商店販售，例如費歐娜公主娃娃初販售時，就有包括變身成怪物的臉部，以及「腿部功夫」片段，其他如睡美人、灰姑娘、白雪公主、長髮姑娘的娃娃也會上市。
《史瑞克三世》遊戲版本同樣是改編自影片而成，屆時將會在Wii、PS2、Xbox 360、PSP、PC、任天堂DS、Game Boy Advance平台發行。

## 外部連結
- 互联网电影数据库（IMDb）上《史瑞克三世》的资料（英文）
- 爛番茄上《史瑞克三世》的資料（英文）
- 豆瓣电影上《史瑞克三世》的資料 （简体中文）
- Metacritic上《史瑞克三世》的資料（英文）
- Box Office Mojo上《史瑞克三世》的資料（英文）
- AllMovie上《史瑞克三世》的资料（英文）

| 前任： 《史瑞克2》   | 《史瑞克三世》 2007年          | 繼任： 《史瑞克快樂4神仙》         |
| 上一届： 《蜘蛛人3》 | 2007年全美週末票房冠軍 5月20日 | 下一届： 《神鬼奇航3：世界的盡頭》 |